# Димсдейл, Томас
Барон Томас Димсдейл (1712—1800) — английский врач, вызванный из Лондона в 1768 году для введения в России прививок от натуральной оспы. Императрица Екатерина II, осознавая опасность заражения оспой, поручила привить оспу ей и великому князю Павлу Петровичу. Предстоящее мероприятие держалось в строгой тайне. Императрица выехала в Царское село, где Димсдейл сделал ей прививку. Выздоровление императрицы и её сына стало знаменательным событием в жизни русского двора.
Димсдейл был щедро вознагражден: ему дали баронский титул, звание лейб-медика, чин действительного статского советника (по другим данным — звание государственного советника) и пенсию 500 фунтов стерлингов в год (по тем временам очень большую).
Мальчик Александр Марков, от которого доктор получил «оспенную материю» для прививки императрице, получил дворянство, а позже и новую фамилию — Оспенный.
В этом же году была выбита первая медаль в честь оспопрививания с изображением Екатерины II и подписью «Собою подала пример». В следующем веке Российское Вольно-экономическое общество учредило медаль «За прививание оспы», на лицевой стороне которой была изображена Екатерина II, а на обороте Гигиея — богиня здоровья, покрывающая своей мантией семерых детей, над её головой — звезда. Этой медалью награждали врачей, проводивших прививки от оспы.
Димсдейл оставался в России еще несколько месяцев, а затем вернулся домой и открыл там свою собственную оспенную клинику. Он предпринял еще одно путешествие в Россию, чтобы сделать прививки внукам императрицы.
Барон Томас Димсдейл (он же, в разных вариантах Димздейл, Димсдаль, Димсдель) — известен историкам не только как искусный врач, но и как автор мемуаров о русском дворе, изданных в прошлом веке.
В 1770 году в Санкт-Петербурге было опубликовано два сочинения: 1) официальное наставление о прививании оспы (впоследствии включенное в Полное собрание законов Российской империи 2) сочинение Томаса Димсдейла «Нынешний способ прививать оспу», приложение к которому стало своеобразным медицинским дневником, где врач подробно, день за днем, описывает состояние Екатерины после прививки. Екатерина «не только осмелилась быть из первых», но и повелела обнародовать описание своей болезни, «чтоб и другие, употребляя те же средства, удобно предохраняли себя от опасностей…».
К числу авторов английской «россики» XVIII столетия прибавилось и имя его третьей жены Элизабет Димсдейл, которая сопровождала знаменитого доктора во время второй поездки в Россию в 1781 году. Рукопись дневника «Английская дама при дворе Екатерины Великой. Дневник баронессы Элизабет Димсдейл 1781 г.» сохранилась в коллекции семьи Димсдейл вместе с другими русскими реликвиями.
Томас Димсдейл привез в Англию собрание русских медалей. Собрание, дающее представление о коллекционировании медалей в середине XVIII в., долгие годы хранилось в семье потомков английского врача.

## Публикации
- Томас Димсдейл. Мемуары // Екатерина. Путь к власти. — М.: Фонд Сергея Дубова, 2012. — (История России и Дома Романовых в мемуарах современников. XVII—XX вв.) — ISBN 978-5-94177-013-7.